# Nationalisme cantonais

Le Guangdong, sur une carte de Chine.

Le nationalisme cantonais est un mouvement politique qui soutient l'indépendance du Guangdong ou des régions à majorité cantonaise (Guangdong avec le Guangxi et parfois Hong Kong et Macao) de la Chine. Les partisans de ce mouvement cherchent à établir un État souverain ou une entité autonome qui reconnaisse l'identité culturelle et linguistique distincte du peuple cantonais.
Historiquement, les racines de ce sentiment remontent aux idées réformistes proposées par des personnalités telles que Kang Youwei et ses disciples, dont Ou Jujia. Bien que les premiers partisans de Kang se rétractent plus tard sur leurs positions séparatistes, Ou Jujia, dans son ouvrage « New Guangdong », articule la vision d'un « Guangdong pour les Cantonais » autonome. L'anthropologue et historienne Melissa J. Brown déclare dans son livre Does Taiwan belong to China? : « La sinnification est une hypothèse fondamentale du développement de la civilisation chinoise. Il soutient le concept de « Chine » en tant qu'entité nationale ». Elle a mentionné que ce mouvement pouvait être utilisé pour soulever des questions plus profondes sur le comportement colonial du nationalisme chinois, et estimé que l’indépendance de Taïwan mettrait en cause ceux qui appartiennent à la Chine, y compris le Guangdong.
Après le soulèvement de Wuchang du Hubei en 1911, divers cercles du Guangdong « planifiaient l'indépendance du Guangdong ». Le 9 novembre, le Guangdong Counseling Bureau a annoncé l'indépendance du Guangdong vis-à-vis des Qing. La classe de la noblesse du Guangdong avait goûté à la participation politique moderne dans la réforme du Conseil consultatif de la fin de la dynastie Qing. Pour eux, la révolution du Xinhai était une opportunité pour réaliser l'indépendance du Guangdong.

## Histoire
Pendant une période de la révolution Xinhai, Cixi nomme Li Hongzhang vice-roi de Zhili et ministre de Beiyang. Li Hongzhang réalise que le gouvernement de la dynastie Qing pourrait commencer à se développer dans une direction bénéfique pour le parti principal, et décide de changer d'attitude. Avant de partir, il arrive d'abord par bateau de Canton pour rendre visite au gouverneur de Hong Kong, Buli, et fait une déclaration au gouvernement de Hong Kong.
Au cours de la conversation, Bu Li déclare à Li Hongzhang : « Je pense que, compte tenu de la situation actuelle en Chine du Nord, le moment est une bonne opportunité pour les deux Guangdong et Guangxi de se séparer de la cour de Qing. Nous devons être prêts à protéger nos intérêts ».
Après l'échec du plan d'indépendance du Guangdong-Guangzhou, He Qi continue d'essayer de convaincre Hong Kong et le Royaume-Uni de ses idées et de ses plans pour la transformation de la dynastie chinoise. Le 21 juillet, He Qi rapporte que Bu Li soutient l'établissement d'une république en Chine du Sud. Le 1er août, il publie un article basé sur la plate-forme politique dans le journal anglais Dechen West.
Les répondants du Guangdong et des Chinois d'outre-mer au Japon correspondant à « plus de 200 participants ». Les soutiens de l'organisation rendent également visite à Sun Wen, qui vivait à Yokohama à l'époque, pour discuter des moyens de recueillir des fonds. La coopération entre les étudiants du Guangdong qui étudient au Japon et l'association Xingzhong commence.
En 1903, un an après le début du « Nouveau Guangdong », le chercheur sur le peuple Hunan anti-Qing au Japon Yang Yulin publie une page intitulée « Nouveau Hunan ». L'argument de Yang Yulin a été profondément influencé par Ou Jujia. Qia a également préconisé la dissolution du ministère de la Chine.
Le 8 mai 1905, la division militaire Qing envoie une lettre aux gouverneurs provinciaux pour interdire « Nouveau Guangdong », « Nouveau Hunan » et « Xin Min Cong Bao » qui promeuvent la réforme ou la révolution.

## Conséquences
Lors de la conférence de travail du Comité central du Parti communiste chinois en avril 1979, Xi Zhongxun, alors premier secrétaire du Comité provincial du Guangdong, émet l'espoir que le gouvernement central délègue le pouvoir à la province du Guangdong. Hua Guofeng, qui préside la réunion, se demand quel pouvoir Xi veut. Xi déclare sur place : « Pour que le Guangdong soit un « pays indépendant », cela pourrait prendre quelques années. Avec le système actuel, ce ne sera pas facile ». Ce discours suscite un grand écho lors de la réunion.
Le 11 septembre 2008, le Southern Metropolis Daily publie un rapport d'une page intitulé « If Guangdong is an Independent Economy ». L'article dit : « Imaginons que le Guangdong soit un pays. Si nous essayons d'observer la Chine d'une manière nouvelle du point de vue de l'extérieur, et si les provinces chinoises sont considérées comme des pays indépendants, le Guangdong deviendra la 14e plus grande économie du monde ».